# Triptiek van Boston
Triptiek van Boston is een privéaltaar uit het begin van de 14e eeuw, dat is ontstaan in het atelier van de Siënese kunstschilder Duccio di Buoninsegna. De buitenzijden van de zijpanelen hebben een zelfde soort geometrisch patroon op een rode ondergrond als de triptiek van Londen. Ook de vorm, afmetingen en constructie van dit triptiekje zijn vrijwel identiek aan die van het Londense triptiekje. Het is daarom vrijwel zeker dat ze door hetzelfde schrijnwerkersatelier zijn gemaakt.
Terwijl diptieken voor privégebruik met twee geschilderde of ivoren panelen (zoals de Madonna van de franciscanen) al sinds de Romeinse tijd bestonden, is dit type triptiek rond 1300 een nieuwe ontwikkeling die wel aan Duccio zelf is toegeschreven. Het middenpaneel, dat de kruisiging van Christus voorstelt met erboven de zegenende Christus met twee engelen, wordt geflankeerd door afbeeldingen van de heiligen Nicolaas van Bari en Gregorius de Grote.
De kunsthistorici zijn het erover eens dat de triptiek uit het atelier van Duccio afkomstig is, maar er bestaat verschil van mening over de eigenhandigheid van met name de kruisiging. Ook over de datering bestaat geen duidelijke consensus. Duccio-kenner Luciano Bellosi beschouwde deze al opvallend verhalende kruisiging als een voorstudie voor het doorleefde drama van de Maestà. Verder zag hij overeenkomsten tussen de heilige Gregorius van de Bostonse triptiek en de heilige Sabinus op het roosvenster van de kathedraal van Siena, dat in 1287 door Duccio was ontworpen. Het museum in Boston dateert de triptiek echter na de Maestà en schrijft de Kruisiging grotendeels toe aan een assistent, uitgevoerd naar prototypes van Duccio.